# Lundtoftesletten
Lundtoftesletten er betegnelsen for det område der i dag huser Danmarks Tekniske Universitet. Tidligere husede området, fra 1917-59, Lundtofte Flyveplads.